# Parrelloides
Parrelloides es un género de foraminífero bentónico de la familia Parrelloididae, de la superfamilia Discorbinelloidea, del suborden Rotaliina y del orden Rotaliida. Su especie tipo es Truncatulina hyalinus. Su rango cronoestratigráfico abarca el Holoceno.

## Clasificación
Parrelloides incluye a las siguientes especies:
- Parrelloides densus
- Parrelloides hyalinus
- Parrelloides robertsonianus
- Parrelloides umbonatus

Otra especie considerada en Parrelloides es:
- Parrelloides bradyi, aceptado como Heterolepa bradyi